# Sabkhat Sidi El Hani
Sabkhat Sidi El Hani o sabkha de Sidi El Hani (àrab: سبخة سيدي الهاني, sabẖat Sīdī al-Hānī) és la llacuna salada més gran de Tunísia situada entre la governació de Sussa al nord i la de Mahdia al sud, jurídicament incorporada a la primera, a la delegació de Sidi El Hani. Té una superfície de 390 km² i està formada per una part rodona al nord que ocupa tres quartes parts de la llacuna, i una part menor en forma de ganxo a la dreta que ocupa gairebé una quarta part. La ciutat de Sidi El Hani, que li dona nom, és a la part nord. Ouled Chamekh es troba a la part occidental, Sidi Zid al sud i dos petits imadats a l'est: El Frada i El Michet. Està declarada àrea d'importància natural de Tunísia des del 1954.